# 卵叶丁香蓼
卵叶丁香蓼（学名：Ludwigia ovalis）为柳叶菜科丁香蓼属的植物。分布在台湾岛、日本以及中国大陆的安徽、湖南、江西、浙江、福建、江苏等地，生长于海拔40米至200米的地区，多生于田边、塘湖边、沟边、草坡及沼泽湿润处。目前亦栽培作為觀賞用水族植物。

## 别名
卵叶水丁香（台湾植物志）